# CargoCap
CargoCap je návrh dopravního systému, jehož autorem je Dietrich Stein z univerzity v německé Bochumi. CargoCap přesouvá dopravu z dopravně přetížených oblastí do podzemí. Statisticky nejčastěji se přepravují dvě euro palety, které jsou v navrženém systému přepravovány v automatizovaném vozítku, které využívá podzemní železniční trať. Trať je vedena tubusem o vnějším průměru 2 m, který je vytvořen pod hlavními silnicemi metodami řízeného vrtání a protlačování, čímž se eliminuje dopad na povrch.
Maximální rychlost je 36 km/h, aby se minimalizoval odpor. Napájení vozítek probíhá indukčně pomocí dvojice napájecích kabelů.
Systém je navržen s ohledem na minimalizaci provozních nákladů např. možností vytvoření ucelených vlaků, či volbou poměru tvrdosti kolejnic a okolí vozítka, aby se minimalizovala nutnost výměny kolejnic. 
Běžný odstup vozítek je 10 metrů, což stačí pro bezpečné odbočení vozítka.
Návrh počítá s vytvořením základní sítě v Porúří o délce 76 km a s jejím postupným rozšiřováním.